# 4638 Estens
4638 Estens è un asteroide della fascia principale. Scoperto nel 1989, presenta un'orbita caratterizzata da un semiasse maggiore pari a 2,1931982 UA e da un'eccentricità di 0,0901598, inclinata di 3,50889° rispetto all'eclittica.